# Conrads Rödluva
Conrads Rödluva, född 28 april 2015, är en svensk varmblodig travhäst. Hon tränades av Daniel Redén och kördes av Örjan Kihlström.
Conrads Rödluva tävlade åren 2018–2021 och tillhörde under denna period kulltoppen som unghäst och senare en av världens bästa tävlingsston. Hon gjorde totalt 29 starter vilket resulterade i 18 segrar, 5 andraplatser och 1 tredjeplats. Hon sprang in 11,1 miljoner kronor – siffror som gör henne till S.J.'s Caviars vinstrikaste avkomma och Redéns genom tiderna vinstrikaste sto. Hon segrade i mer än hälften av sina starter (62 procent) och var i endast fem lopp sämre än trea. Hon tog karriärens största seger i Svenskt Trav-Oaks (2018). Hon segrade även i Breeders' Crown (2018, 2019), Lovely Godivas Lopp (2020) och Europeiskt championat för ston (2020). Hon kom på andraplats i Drottning Silvias Pokal (2019), Derbystoet (2019) och H.K.H.Prins Daniels Lopp (2020).
Hon utsågs till både "Årets Sto" och "Årets 3-åring" 2018. Hon var en av fyra nominerade till "Årets Sto" även 2019, men förlorade då till Activated.

## Karriär

### Tiden som unghäst

#### 2018
Conrads Rödluva började tävla som treåring 2018. Hon gjorde sin första start den 2 maj 2018 i ett treåringslopp på Solvalla och tog sin första seger redan i debutloppet. I karriärens sjätte start, den 18 september 2018, deltog hon i ett uttagningslopp till Svenskt Trav-Oaks. Hon vann uttagningsloppet med två längder före tvåan i mål Activated, och kvalificerade sig därmed för finalen som kördes den 30 september 2018 på Solvalla. Hon segrade även i finalen, då med två längder efter att ha spurtat förbi ledande Staro Miami över upploppet. Segern var värd 2,8 miljoner kronor och blev hennes pengamässigt största seger i karriären. Nästa uppgift blev Breeders' Crown för treåriga ston som kördes på Sundbyholms travbana utanför Eskilstuna. Hon segrade i sitt semifinallopp den 28 oktober 2018 och även i finalen den 11 november 2018. Hon utsågs till både "Årets Sto" och "Årets 3-åring" 2018.

#### 2019
Som fyraåring årsdebuterade Conrads Rödluva den 11 april 2019 med att segra i ett treåringslopp på Örebrotravet. Den 25 april 2019 segrade hon även i ett uttagningslopp till Drottning Silvias Pokal på Åbytravet. Segern var hennes sjätte raka seger och hon hade varit obesegrad sedan september 2018. Segersviten bröts i finalen av Drottning Silvias Pokal den 11 april 2019, där hon kom på andraplats bakom Activated. Hon var tillbaka i vinnarcirkeln redan i starten därefter då hon segrade i ett lopp på Rättviks travbana. Målet för sommaren blev Stochampionatet på Axevalla travbana. Hon segrade i uttagningsloppet den 12 juli och kom sedan på tredjeplats i finalen den 21 juli 2019. Därefter deltog hon i Derbystoet där hon vann sitt uttagningslopp och sedan kom på andraplats i finalen, slagen med en och en halv längd av Racing Brodda. Sista uppgiften för 2019 blev Breeders' Crown för fyraåriga ston som kördes på Sundbyholms travbana. Hon segrade i sin semifinal den 27 november och även i finalen den 10 november 2019. I finalen gick hon med norskt huvudlag för första gången vilket var något hon kom att svara bra på. I och med 2019 års Breeders' Crown-seger gick hon upp i 9,5 miljoner kronor insprunget, vilket var nytt rekord för ett svenskfött fyraårigt sto. Hon blev en av fyra nominerade till "Årets Sto" 2019, men förlorade utmärkelsen till Activated.

### Tiden i den äldre eliten
År 2020 började Conrads Rödluva tävla mot den äldre eliten. Hon årsdebuterade i ett stolopp på Solvalla den 1 april 2020, där hon bland annat ställdes mot den ett år äldre kulltoppen Dibaba. Hon lyckades vinna loppet från ledningen. I årets andra start, den 25 april, segrade hon i Lovely Godivas Lopp på Åbytravet. Hon siktades sedan mot 2020 års upplaga av Elitloppet och startade i H.K.H.Prins Daniels Lopp den 23 maj på i hopp om att vinna en plats i Elitloppet. I loppet kom hon på andraplats, slagen med ett huvuds marginal av Racing Mange.
Den 19 augusti 2020 segrade Conrads Rödluva i Europeiskt championat för ston (Prix Maharajah) på Solvalla. Starten kom att bli den näst sista för året och segern kom att bli karriärens sista. Hon gjorde två starter under våren 2021 utan att ta någon seger. Hon gjorde karriärens sista start den 28 maj 2021 i ett sprinterlopp på Hagmyren där hon slutade oplacerad. Efter loppet meddelades att Conrads Rödluva slutar tävla och istället kommer att vara verksam som avelssto.

## Statistik
| Statistik för Conrads Rödluva (Ref.) | Statistik för Conrads Rödluva (Ref.) | Statistik för Conrads Rödluva (Ref.) | Statistik för Conrads Rödluva (Ref.) | Statistik för Conrads Rödluva (Ref.) | Statistik för Conrads Rödluva (Ref.) |
| ------------------------------------ | ------------------------------------ | ------------------------------------ | ------------------------------------ | ------------------------------------ | ------------------------------------ |
| Starter                              | Placeringar                          | Startprissumma                       | Segerprocent                         | Platsprocent                         | Rekord                               |
| 29                                   | 18-5-1                               | 11 119 000 kr                        | 62 %                                 | 83 %                                 | 12,1ak, 9,7aak, 11,0am, 13,3al       |